# Christian Rizzo
Pour les articles homonymes, voir Rizzo.
Christian Rizzo, né en 1965 à Cannes, est un chorégraphe, scénographe, metteur en scène et artiste visuel français. Il est depuis 2015, le directeur du Centre chorégraphique national Montpellier Occitanie.

## Biographie
Artiste pluridisciplinaire ayant suivi une formation en arts plastiques à la Villa Arson à Nice puis, devenu styliste, il monte un groupe de rock, crée une marque de vêtements, avant de se consacrer à la danse contemporaine, la performance et le théâtre dans les années 1990. Il fonde l'Association Fragile en 1997, et signe depuis plus d'une vingtaine de pièces chorégraphiques.
Il développe des projets où se mêlent les arts visuels, la danse, la musique, le design et le stylisme et collabore avec de multiples artistes, dont Mark Tompkins, Georges Appaix, Vera Mantero, Emmanuelle Huynh et Rachid Ouramdane. Il est aussi parallèlement créateur de costumes pour des chorégraphies de Hervé Robbe, Jean-Marc Eder, Felix Ruckert, Emmanuelle Huynh, Rachid Ouramdane, Vera Mantero, Sylvain Prunenec, Christian Bourigault et Catherine Contour, et de bandes-sons pour certains d'entre eux.
Il crée Y'là, un solo de 1997, présente Projet-type(s), performance pour vingt participants-hommes dans une vitrine, en collaboration avec le compositeur Gerome Nox en 1998, et il propose Objet dansant no 1 et Hello Dolly à Lisbonne.
En 2003, il entame une collaboration avec Bruno Chevillon pour .../... (b) rencontre improvisée. Il présente la même année Numéro 13, une performance à la Fondation Cartier, dans le cadre des soirées nomades Odorama, en collaboration avec le parfumeur Francis Kurkdjian, sur le thème des parfums.
En 2004, Christian Rizzo réalise la scénographie de l’exposition Le Cas du sac pour l'UCAD et Hermès au musée des arts décoratifs de Paris puis crée deux pièces pour les danseurs du ballet de l'opéra de Lyon intitulées Ni fleurs, ni Ford Mustang (2004) et "Ni cap, ni grand canyon" (2009). En 2007, il réalise la scénographie en collaboration avec David Dubois de l'exposition itinérante consacrée aux vingt ans de la maison Christian Lacroix.
Christian Rizzo devient de 2007 à 2012, artiste associé à l'Opéra de Lille avec sa compagnie Association Fragile.
En 2011, il est artiste associé à deSingel, à Anvers (Belgique), et propose dans ce cadre expositions, événements et spectacles.
En 2009 et 2011, il est professeur invité au Fresnoy - Studio national des arts contemporains e Tourcoing.
En 2010, le Théâtre du Capitole de Toulouse lui commande trois mises en scènes pour Erwartung et Pierrot lunaire de Schönberg et La Voix humaine de Francis Poulenc. C'est également le cas en 2012, pour "Tannhaüser" de Richard Wagner. Christian Rizzo signe alors la mise en scène, la chorégraphie, la scénographie et les costumes de ces œuvres lyriques.
Il devient directeur du Centre chorégraphique national de Montpellier Occitanie en janvier 2015, succédant à Dominique Bagouet et Mathilde Monnier et y fonde l'Institut chorégraphique international (ICI—CCN).
Son projet pour le CCN propose une vision transversale de la création, de la formation, de l’éducation artistique et de l’ouverture aux publics. Prenant support sur les pratiques et les territoires, le projet ICI—CCN est avant tout un espace prospectif qui englobe en un seul mouvement, l’invitation d’artistes, l’écriture du geste chorégraphique et les manifestations de son partage. En chorégraphe, plasticien ou curateur, Christian Rizzo poursuit sans relâche l’élasticité et la mise en tension entre les corps et l’espace dans des récits où la fiction émerge de l’abstraction.
Son projet permet également de donner une nouvelle impulsion au master exerce "études chorégraphiques - recherche et représentation", mené en partenariat avec l'université Paul-Valéry de Montpellier.
Christian Rizzo entretient depuis le milieu des années 2000, un fort lien artistique et culturel avec Taïwan où, en plus de présenter ses spectacles à Taïpei, il mène des ateliers de créations et des collaborations artistiques. Il a été le directeur artistique de l'édition 2018 du TIFA (Taïwan International Festival of Arts) organisé par l'Opéra-Théâtre de Taichung – premier étranger à cette fonction. En 2017, il est le lauréat du Prix de la Fondation culturelle franco-taïwanaise (décerné par le Ministère de la culture de Taïwan) qui salue les collaborations nouées avec Taïwan depuis 2005 .
En 2025, après 10 ans de direction du Centre chorégraphique national de Montpellier Occitanie , il réactive sa compagnie "l'association fragile" désormais implantée dans le village d'Aspet au pied du Cagire en pays commingeois.
Il est artiste associé au CND - Centre National de la Danse pour les années 2025 et 2026

## Principales œuvres
- 1997 : Y'là, solo
- 1997 : projet-type(s), objet performance pour espace vitré – vitrines du studio « Ville de Paris »
- 1999 : 100% polyester, objet dansant n°(à définir)
- 1999 : hello doll", performance – LAB n°7 ginjal – Lisbonne
- 2001 : et pourquoi pas : "bodymakers", "falbalas", "bazaar", etc, etc...
- 2001 : un mensonge (deux nuits d’été), création pour un jardin – festival entre cour et jardins
- 2002 : Skull Kult, solo pour Rachid Ouramdane
- 2002 : + si affinités, performance pour l'A FIAC
- 2003 : avant un mois je serai revenu et nous irons ensemble en matinée, tu sais, voir la comédie où je t'ai promis de te conduire – Prix de la révélation chorégraphique de l'année du Syndicat de la critique
- 2004 : ni fleurs, ni ford mustang pour le Ballet de l'opéra de Lyon
- 2004 : autant vouloir le bleu du ciel et m’en aller sur un âne
- 2005 : soit le puits était profond, soit ils tombaient très lentement, car ils eurent le temps de regarder tout autour
- 2005 : comme crâne comme culte, solo pour Jean-Baptiste André
- 2005 : In(out)-formal
- 2006 : jusqu'à la dernière minute, on a espéré que certains n'iraient pas
- 2006 : love, letters and vanities, résidence / exposition / performance – Taipei Artist Village – Taiwan
- 2007 : BC, janvier 1545, Fontainebleau solo pour Julie Guibert
- 2007 : toutes sortes de déserts pour les danseurs sud-africains de la compagnie Via Katlehong. Création lors du Festival d'automne à Paris
- 2007 : opéra(tion)-remix, carte blanche à Christian Rizzo dans le cadre du Happy Day d’ouverture de saison de l’Opéra de Lille
- 2007 : fantômes et vanités, un autoportrait éclaté de Christian Rizzo pour la Cinémathèque de la Danse
- 2008 : mon amour
- 2008 : comment dire ici ? / How to Say Here ? création pour les danseurs de la compagnie Forum Dance de Taïpei, pour le Théâtre national de Taïwan
- 2008 : I-Fang Lin/Christian Rizzo, solo pour I-Fang Lin créé lors du Festival d'Avignon
- 2009 : ni cap, ni grand canyon  création pour les danseurs du Ballet de l'opéra de Lyon
- 2009 : here, we are now en collaboration avec Iuan-Hau Chiang
- 2009 : qui va là ?, carte blanche à l’association fragile à l’Opéra de Lille, pour l’ouverture de la saison.
- 2010 : l'oubli, toucher du bois
- 2010 : Erwartung, Pierrot lunaire de Schönberg et La Voix humaine de Francis Poulenc[2].
- 2010 : as me as a dog as..., série de photos présentée dans le cadre de la Yokohama France Vidéo Collection 2010 à la Red Brick Warehouse, commissariat de Stephen Sarrazin – Japon
- 2011 : Tourcoing-Taipei-Tokyo, 3 installations visuelles numériques (IL, fom 1 et paysage) conçues avec l'artiste visuel taïwannais Iuan-Hau Chiang
- 2012 : le bénéfice du doute
- 2012 : Tannhäuser de Richard Wagner pour le Capitole de Toulouse
- 2012 : sakinan göze çöp batar / c'est l'œil que tu protèges qui sera perforé, solo pour Kerem Gelebek
- 2012 : Néo-fiction, installation / concert créée en septembre 2012 à « On The Boards » à Seattle (USA), co-signée avec Sophie Laly (invitation conjointe avec le service culturel de l’Ambassade de France à New York)
- 2012 : Commissariat de l'exposition traversée / projet fantastic pour la Malterie, en partenariat avec Lille 3000
- 2013 : de quoi tenir jusqu'à l'ombre création pour les comédiens de la Compagnie de l'Oiseau-Mouche à Roubaix
- 2013 : d'après une histoire vraie
- 2014 : ou pas pour le Ballet national de Marseille
- 2014 : le journal d'un disparu de Leoš Janáček pour l'Opéra de Lille
- 2015 : ad noctum, duo pour Julie Guilbert et Kerem Gelebek
- 2016 : avant la nuit dernière, installation créée avec le soutien de la Fondation Hermès, dans le cadre de la Nuit Blanche à Paris (Cour de l'Hôtel Dieu)
- 2016 : le syndrome Ian
- 2017 : d'à côté (création jeune et tout public pour 3 interprètes)
- 2017 : quelque chose suit son cours..., exposition au OurMuseum de Taïpei
- 2018 : "d'après nature", création in situ au long cours
- 2019 : une maison
- 2019 : MAGMA, pièce pour Marie-Agnès Gillot et Andrés Marin, et deux musiciens live (Didier Ambact et Bruno Chevillon).
- 2020 : en son lieu, solo pour Nicolas Fayol
- 2020 : bouquet final, film réalisé par Sophie Laly, en collaboration avec Christian Rizzo, à partir de en son lieu
- 2022 : miramar
- 2022 : Carte Blanche à Christian Rizzo, dans le cadre du French May Arts Festival de Hong-Kong, en collaboration avec le West Kowloon Cultural District Authority (FreeSpace) ; projet soutenu par DanceReflections by Van Cleef & Arpels
- 2024: je vais t'écrire pièce pour 2 danseur.euse.s (Nicolas Fayol et Vania Vaneau) et 2 musicien.ne.s (Penelope Michel et Nicolas Devos)

## Directeur artistique/Programmateur
- 2017 : Festival international DecemberDance,organisé par le Concertgebouw de Bruges (Belgique).
- 2018 : Taïwan International festival of Arts (TIFA), organisé par le National Taichung Theater (Taïwan).
- 2019 : Danse en mai, organisé par L'Empreinte - Scène nationale Brive-Tulle.

## Autres projets
- 2009 : commissariat et scénographie de l’exposition le sort probable de l’homme qui avait avalé le fantôme (Conciergerie – Centre Pompidou – Paris). Exposition réalisée avec Bernard Blistène à la Conciergerie Paris dans le cadre du « nouveau festival » du Centre Pompidou
- 2007 : scénographie de l’exposition Christian Lacroix (Villa Noailles).

## Filmographie
- On essaye, documentaire réalisé par Arnold Pasquier en 2005 sur Christian Rizzo
- Notre amour, film réalisé par Arnold Pasquier en 2009 d'après Mon amour de Christian Rizzo
- Don Juan, film réalisé par Serge Bozon en 2022, avec Virginie Efira, Tahar Rahim et Alain Chamfort, chorégraphies de Christian Rizzo

## Prix et distinctions
- Prix de la révélation chorégraphique de l'année du Syndicat de la critique[5] (2003)
- Grand prix Danse de l'année du syndicat de la critique pour l'ensemble de son œuvre (2013)
- Prix chorégraphie de la Société des auteurs et compositeurs dramatiques pour "d'après une histoire vraie" (2013)
- Officier dans l'ordre des Arts et des Lettres (2014[6])
- En 2016 : lauréat du Prix Ballet — FEDORA - Van Cleef & Arpels pour "le syndrome ian" (création 2016).
- Prix culturel franco-taïwanais (2017)[7]
- Grand prix de la danse du Syndicat de la critique (2020) pour une maison[8]